# Autonomia prawa podatkowego
Autonomia prawa podatkowego – niezależność prawa podatkowego od innych gałęzi prawa, tj. prawa cywilnego, karnego, administracyjnego, itd. Szczególnym przejawem autonomii prawa podatkowego jest autonomia pojęć (terminów) tego prawa. Autonomia ta polega na tym, że znaczenie pojęć (terminów) prawa podatkowego jest niezależne i odrębne od jednakowo brzmiących pojęć występujących w innych dziedzinach/gałęziach prawa. 
Autonomię pojęć prawa podatkowego można przy tym rozumieć na dwa sposoby:
- że w prawie podatkowym poszczególne pojęcia i terminy, choć co do zasady oznaczają to samo co w innych gałęziach prawa, to jednak – na użytek tego prawa – mogą zostać zdefiniowane w sposób odmienny,
- że terminy i pojęcia obecne w prawie podatkowym z założenia powinny być wykładane (interpretowane), rozumiane) w oderwaniu od znaczenia, jakie posiadają one w innych dziedzinach prawa. W konsekwencji ilekroć prawo podatkowe „samo w sobie” nie nakazuje rozumienia danego wyrażenia w sposób, w jaki jest ono rozumiane w jakiejś innej gałęzi prawa, to wówczas wyrażenie to w prawie podatkowym można, ale nie trzeba, w taki sposób rozumieć.